# Gomiecourt South Cemetery
Gomiecourt South Cemetery is een Britse militaire begraafplaats met gesneuvelden uit de Eerste Wereldoorlog. Ze ligt aan een landweg in het Franse dorp Gomiécourt (Pas-de-Calais) op zo’n 630 m ten zuidoosten van het dorpscentrum (Eglise Saint-Pierre). Vanaf de landweg leidt een pad van 25 meter naar het toegangshek van de begraafplaats. Een bakstenen muur omsluit de begraafplaats die een trapeziumvormig grondplan heeft met een oppervlakte van ongeveer 620 m². Het Cross of Sacrifice staat bij de muur tegenover de toegang.
Op de begraafplaats liggen 206 Britse slachtoffers waaronder 10 niet geïdentificeerde. In een afzonderlijk deel bij de zuidwestelijke muur liggen ook 27 Duitse gesneuvelden. De graven worden onderhouden door de Commonwealth War Graves Commission. 

## Geschiedenis
Het dorp Gomiécourt werd door de 3rd Division op 23 augustus 1918 veroverd en de begraafplaats werd eind augustus 1918 door de Burial Officer van de 62nd Division aangelegd.

## Onderscheiden militairen
- Frederick William Watson, compagnie-sergeant-majoor bij de King's Own Yorkshire Light Infantry werd onderscheiden met het Military Cross en de Distinguished Conduct Medal (MC,DCM).
- John Rodgers, kapitein bij het York and Lancaster Regiment werd onderscheiden met het Military Cross (MC).
- A.C. Moore, sergeant bij het King's Royal Rifle Corps werd onderscheiden met de Distinguished Conduct Medal en de Military Medal (DCM, MM).

- Volgende militairen werden onderscheiden met de Military Medal
- korporaal William Scott (Rifle Brigade).
- sergeant Arthur Dean Blackburn (Duke of Wellington's (West Riding Regiment)).
- soldaat Richard James Bunker (York and Lancaster Regiment).
- sergeant T. Jackson (King's Royal Rifle Corps).
- soldaat Rudolph Buckley Lister (Suffolk Regiment).
- soldaat David Wilson (Highland Light Infantry).
- sergeant Percival Pemberton (Duke of Wellington's (West Riding Regiment)).